# Viefvillers
Viefvillers é uma comuna francesa na região administrativa de Altos da França, no departamento de Oise. Estende-se por uma área de 4,09 km². Em 2010 a comuna tinha 204 habitantes (densidade: 49,9 hab./km²).